# Santa Marta
Santa Marta je hlavní město departmentu Magdalena v severní části Kolumbie. Z jedné strany ji obklopuje Karibské moře a z druhé strany pohoří Sierra Nevada de Santa Marta.

## Historie
Město bylo založeno 29. července 1525 španělským conquistadorem Rodrigem de Bastidasem, který je pojmenoval podle katolického svátku svaté Marty.
V dnešní době se jedná o turistické středisko s nepřeberným množství sportovních nebo adrenalinových aktivit, a to navzdory skutečnosti, že v minulosti ovládaly přilehlé oblasti různé polovojenské jednotky zájmových skupin. Je to jediné místo v Kolumbii, odkud se pořádá nejznámější trek do Ztraceného města, (Ciudad Perdida), skrytého v džungli. V samotné Santa Martě se za zajímavé atrakce se považují Tayrona Museum a hacienda Quinta de San Pedro, kde zemřel jihoamerický osvoboditel Simón Bolívar. Zajímavé je i okolí města, především národní park Tayrona s krásnými plážemi, který leží asi 34 km od města, vesnička Taganga, známá jako potápěčské centrum, národní park Sierra Nevada de Santa Marta.

## Fotogalerie

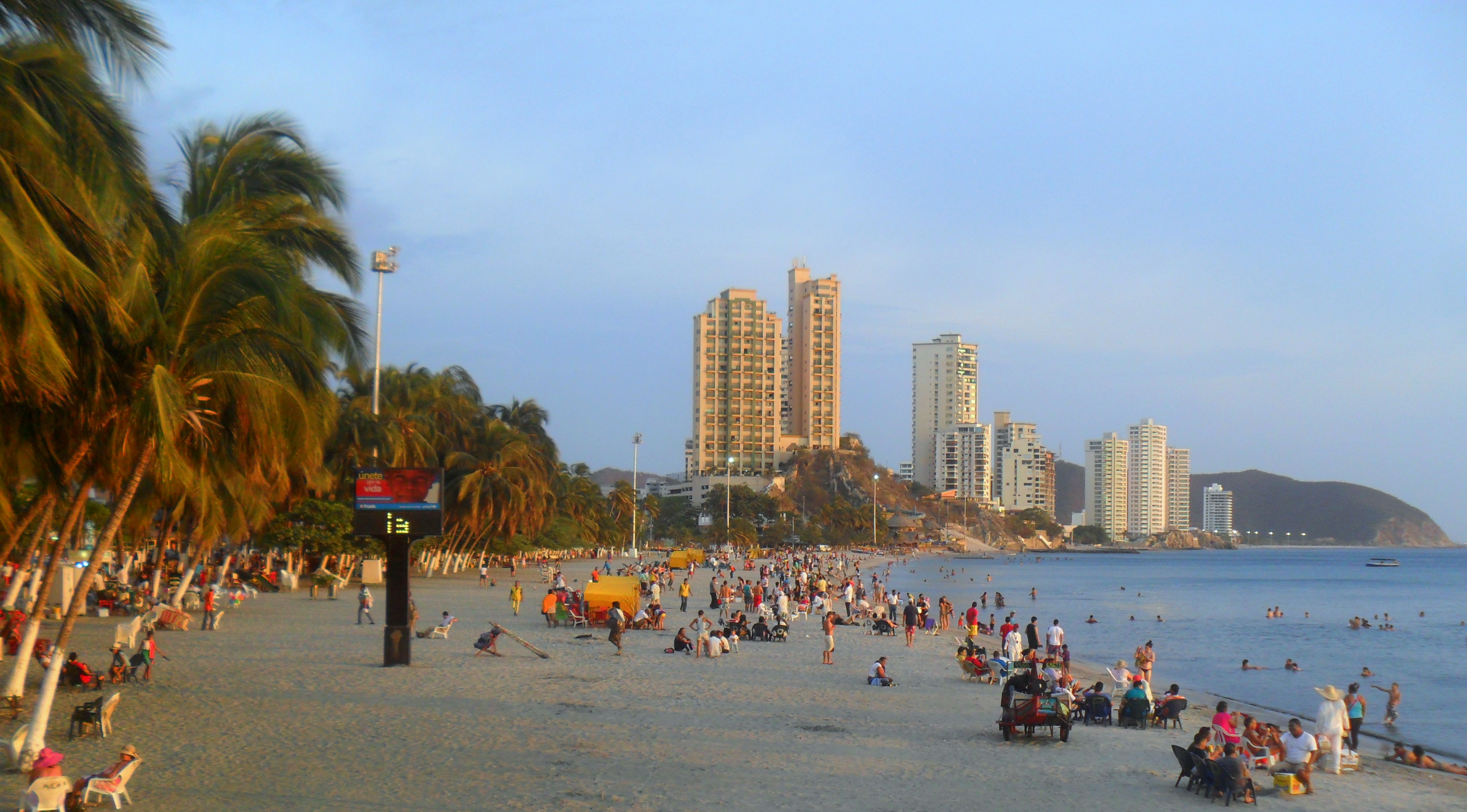
pláž El Rodadero
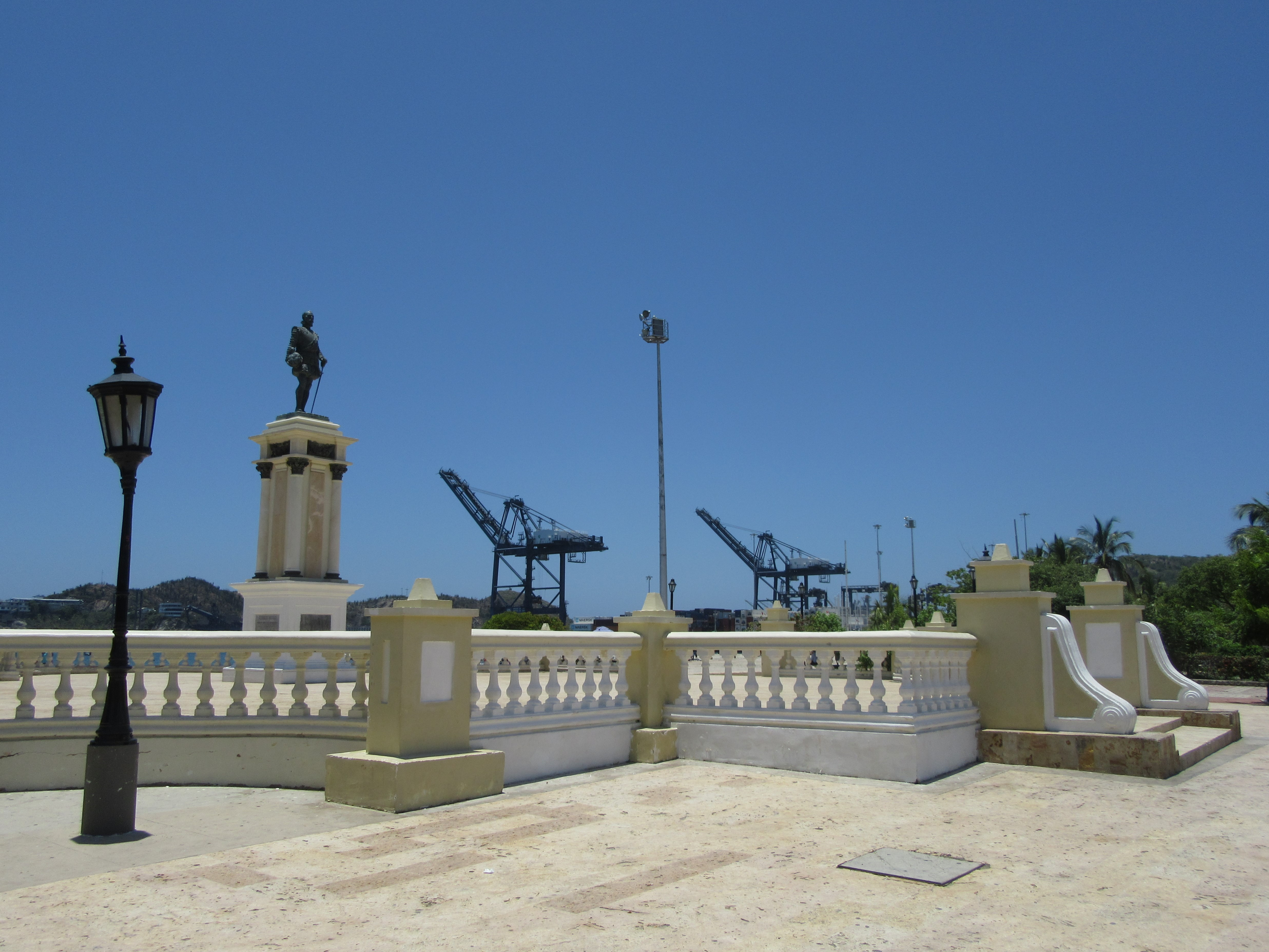
zdejší přístav
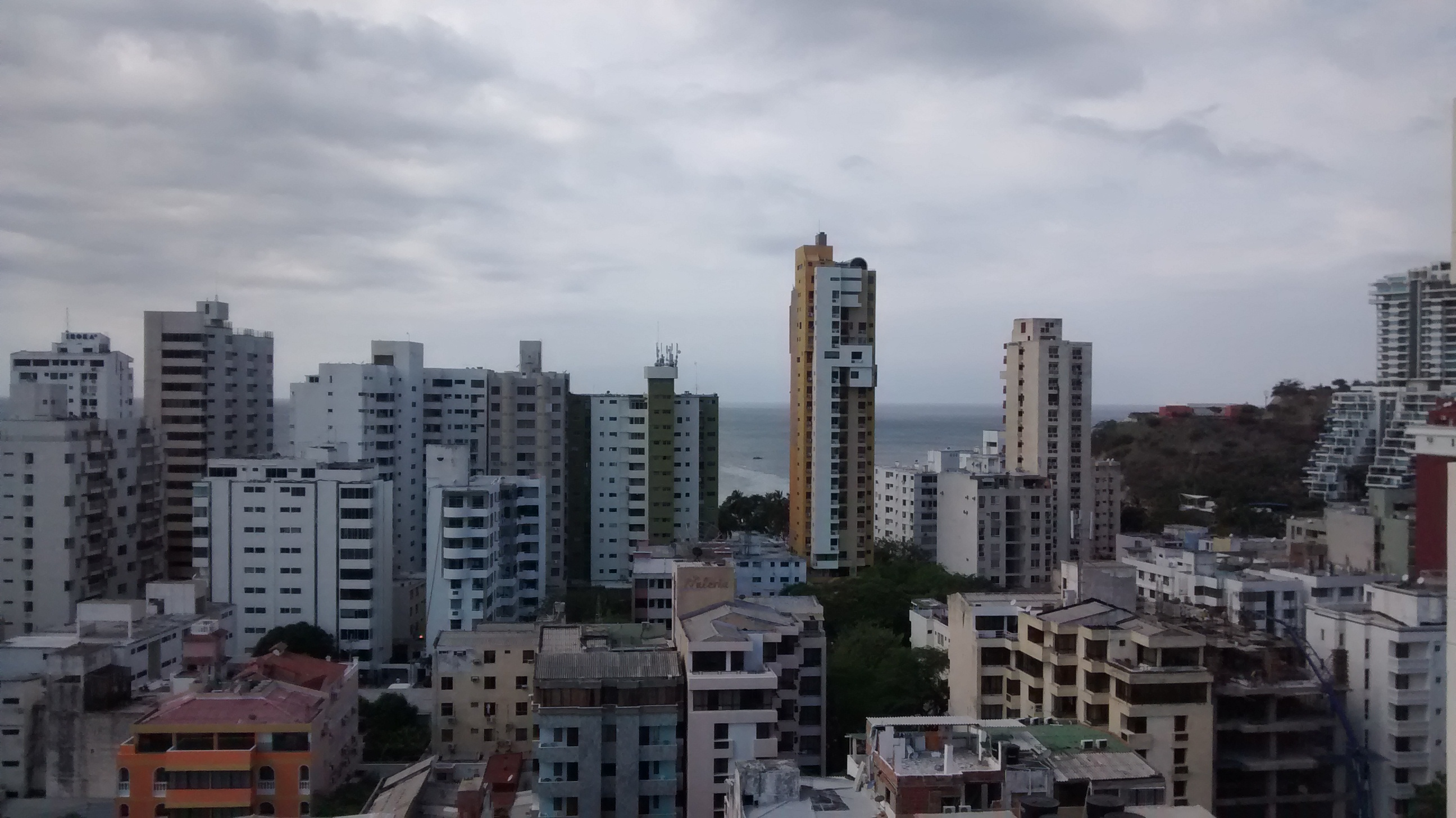
městská zástavba
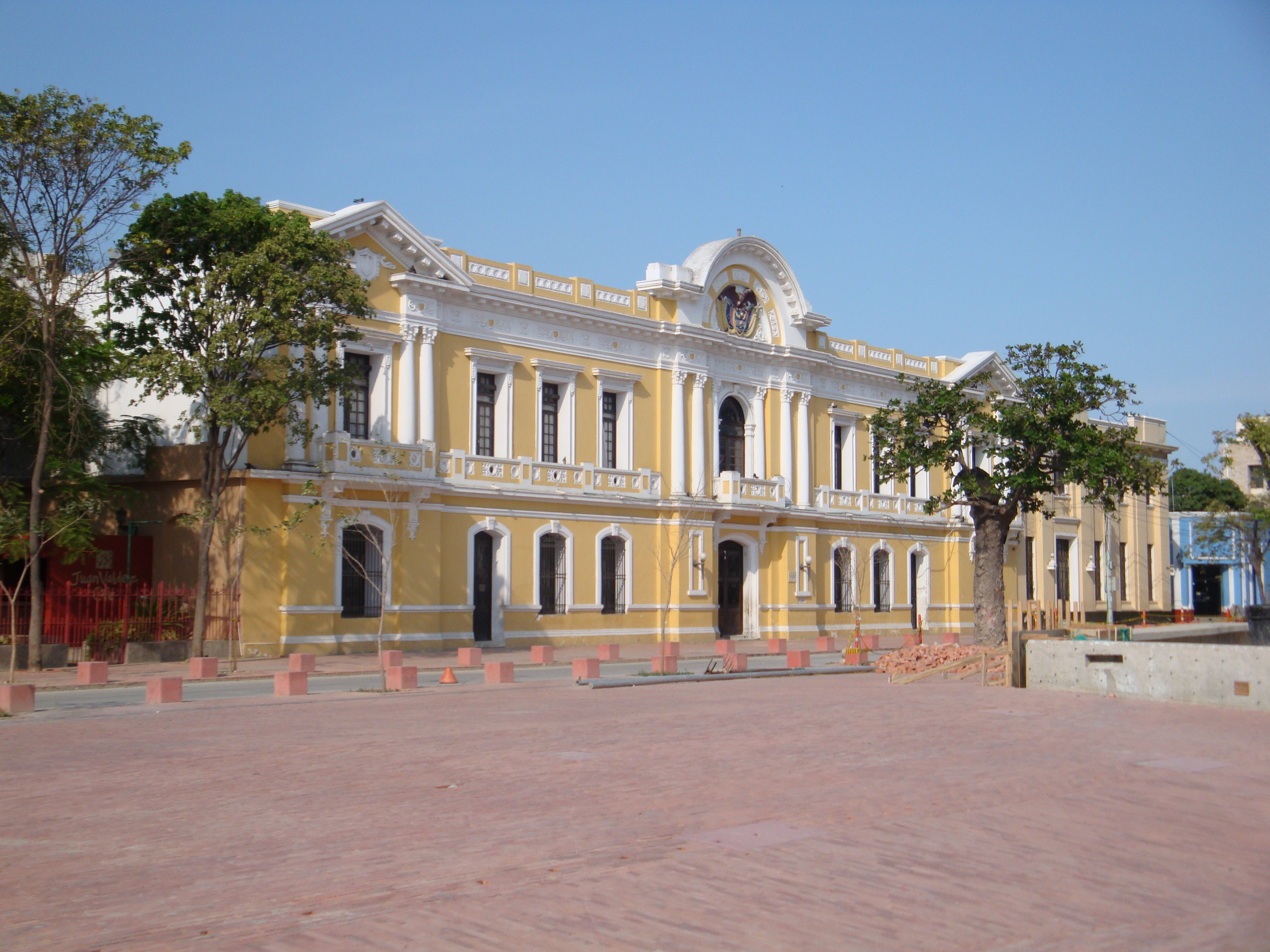
stará radnice